# Gaius Rubellius Blandus
Gaius Rubellius Blandus († 38 n.Chr.) (PIR²) was een Romeins senator ten tijde van het principaat.
Rubellius was afkomstig uit Tibur; zijn familie behoorde oorspronkelijk tot de orde van de equites. Zijn politieke carrière begon hij in 1 n.Chr. als quaestor Augusti. In 6 n.Chr. was hij tribunus militum, in 11 n.Chr. praetor en in 18 n.Chr. consul suffectus.. Tacitus vermeldt, dat hij in 20 n.Chr. in de senaat verzocht Aemilia Lepida, de vrouw van Germanicus' zoon Drusus, te verbannen en het volgende jaar tegen de verbanning van de dichter Clutorius Priscus stemde. In het jaar 33 huwde hij Julia Drusi Caesaris, de kleindochter van Tiberius en weduwe van Nero Caesar. In 35/36 n.Chr. was Rubellius Blandus proconsul van de senatoriale provincia Africa. Na zijn terugkeer behoorde hij samen met andere aangetrouwde leden van de domus Augusta tot een commissie, die zich met de door een brand op de Aventijn aangerichte schade moest bezighouden.. Hij was ook pontifex. Een zoon van hem bij Julia Drusi Caesaris, Rubellius Plautus, werd in 62 n.Chr. terechtgesteld, daar hij ervan werd verdacht een opstand tegen Nero te hebben gepland.